# John Barton (regissör)
För den svenske arkitekten, se John Barton.
John Barton, född 26 november 1928 i London, död 18 januari 2018, var en brittisk teaterregissör och dramatiker, medgrundare av Royal Shakespeare Company tillsammans med Peter Hall.

## Biografi
John Barton var utbildad vid Eton College och King's College vid University of Cambridge där han började regissera studentteater. Hans professionella regidebut ägde rum 1953 då han satte upp Henry V (Henrik V) av William Shakespeare på Westminster Theatre i London. I Cambridge studerade han tillsammans med Peter Hall som han bildade Royal Shakespeare Company (RSC) tillsammans med 1960. Han har sedan dess varit RSC trogen och har framförallt gjort sig känd för textkänsliga uppsättningar av William Shakespeares pjäser som genom djupläsning av texterna gjort dessa levande för en nutida publik. Samtidigt har han inte varit främmande för att göra Shakespeare samtida och göra djärva nytolkningar. När han satte upp The Winter's Tale (En vintersaga) 1966 förlade han handlingen till vikingatidens Skandinavien, Troilus and Cressida (Troilus och Cressida) 1968 lyfte fram pjäsens erotik, Cymbeline 1974 var inspirerad av oljekrisen, Much Ado About Nothing (Mycket väsen för ingenting) 1976 var förlagd till Brittiska Indien. John Barton har också gjort en stor insats för att levandegöra Shakespeares krönikespel. 1961 sammanförde han sju av dem till The Hollow Crown regisserad av honom själv och 1963 bearbetade han Henry VI (Henrik VI) och Richard III till War of the Roses (Rosornas krig) som regisserades av Peter Hall. Han står även bakom två mastodontprojekt om antikens krig. I Tantalus 2001 skildrades det trojanska kriget och i The War That Still Goes On 2006 sammanförde han Thukydides historia om det peloponnesiska kriget med texter av Platon.
1970 gästspelade RSC med the Hollow Crown på Riksteatern och 1984 gästspelade Duke of Yorks Theatre med hans uppsättning av Richard Brinsley Sheridans The School for Scandal på Den Nationale Scene i Bergen. Barton har gästregisserat fem gånger i Norge. 1983 satte han upp Henrik Ibsens Hærmændene paa Helgeland på Den Nationale Scene, 1990 och 1992 satte han upp Ibsens Peer Gynt på Nationaltheatret i Oslo och 1992 även Shakespeares Som du liker det (Som ni behagar) och Like for like (Lika för lika) på den senare teatern.
John Barton undervisade regelbundet vid British American Drama Academy i London. 1982 spelade han in TV-serien Playing Shakespeare för BBC där han ledde några av Storbritanniens mest bemärkta karaktärsskådespelare i att tolka texter av Shakespeare. Serien visades även av SVT och utkom som bok 1984. 2003 följde han upp med dokumentären The Shakespeare Sessions som visades av SVT med titeln Skådespelarna och Shakespeare.